# John Child Purvis
El almirante John Child Purvis (Norfolk, 13 de marzo de 1747-Lymington, verano de 1825) fue un oficial de la Royal Navy conocido por su servicio en la flota británica del mar Mediterráneo durante las guerras revolucionarias francesas y las guerras napoleónicas. 
Nació en 1747 en Norfolk, hijo de George Purvis, secretario de la Junta de Enfermos y Heridos, y Mary Oadham. Nieto del capitán George Purvis, contralor de la marina entre 1732 y 1741, y hermano del también capitán Richard Purvis, muerto en 1802, y de George Purvis, secretario del almirante Richard Howe y después del almirante John Jervis. Purvis se unió joven a la marina y para 1778 era teniente del HMS Invincible y luego del HMS Britannia durante la guerra de independencia estadounidense. En 1782 es ascendido a comandante y zarpa del cabo Henry bergantín francés capturado Duc de Chartres (16 cañones). El 19 de agosto se encontró con la corbeta francesa Aigle, capturándola tras un feroz combate. Por su victoria fue ascendido a capitán de puesto, pero el final de la guerra puso término a su ascenso.
Con el estallido de las guerras contra la revolucionaria Francia fue llamado a las armas y en 1793 se le dio el mando de la fragata HMS Amphitrite y luego del buque insignia del contraalmirante Samuel Goodall, el navío de línea HMS Princess Royal, que partió al Mediterráneo. Participó en el sitio de Tolón y de la invasión de Córcega, destacando en los asedios de Bastia y Calvi de 1794. Al año siguiente estuvo en la batalla de Génova y en la batalla de las Islas de Hyères, dedicándose a infligir pequeñas derrotas a los franceses en el Mediterráneo durante el bloqueo de Tolón.
Al retirarse su navío del Mediterráneo en 1796 recibió el mando del HMS London (98 cañones), que estaba con la flota del canal de la Mancha bloqueando Brest. En 1801 fue transferido al HMS Royal George (100 cañones) pero volvió a puerto con la paz de Amiens. En 1803 volvió al servicio con el HMS Dreadnought (98 cañones), donde estuvo un año hasta ser nombrado contraalmirante en 1804. En 1806 vuelve al Mediterráneo, esta vez para dirigir el bloqueo de Cádiz.
Con el estallido de la guerra de la Independencia española de 1808 destruyó las defensas marítimas de Cádiz cuando parecería que caería en poder francés, pero en último momento. Estuvo en 1810 cuando una tormenta hizo atracar en tierra a muchos barcos españoles y portugueses, que acabaron destruidos por la artillería francesa. Después se volvió comisionado de la Junta de Marina. Se casó dos veces, la primera en 1790 y tuvo un hijo, pero su mujer murió en 1798. Posteriormente se casó con Elizabeth Dickson, hija del almirante Archibald Dickson, quien le sobrevivió. Fue ascendido a almirante y murió en 1825.